# Brigada Lautaro (DINA)
La Brigada Lautaro fue una unidad de exterminio  perteneciente a la Dirección de Inteligencia Nacional (DINA), policía secreta comandada por Manuel Contreras durante el período de dictadura militar liderado por Augusto Pinochet.

## Marco
La brigada Lautaro, de la cual su jefe máximo fue Juan Morales Salgado, se creó en abril de 1974 para prestar seguridad al jefe de la DINA, Manuel Contreras, su familia, y autoridades militares y civiles. En agosto de 1975 se estableció en el Cuartel Simón Bolívar, Simón Bolívar 8800, en La Reina. A comienzos de 1976 se instaló en ese cuartel el Grupo Delfín, creado para exterminar a la dirigencia clandestina del Partido Comunista. Su jefe fue el capitán de Ejército Germán Barriga Muñoz y el segundo, el teniente de Carabineros Ricardo Lawrence Mires.
En 2007, un miembro de esta brigada represiva de la dictadura de Pinochet se decidió a denunciar ante la justicia una sección secreta de la policía política de la dictadura. Bajo órdenes del Juez Víctor Montiglio, la Brigada de Asuntos Especiales y Derechos Humanos de la Policía de Investigaciones comenzaron las detenciones durante enero y febrero de 2007. Poco a poco reconocieron que muchos dirigentes de la Izquierda de Chile fueron llevados al cuartel de la Avenida Simón Bolívar 8800 para ser asesinados. Fue el caso de Víctor Díaz López, jefe del partido en la clandestinidad hasta mayo de 1976, cuando fue arrestado, y padre de la vicepresidenta de la Agrupación de Familiares de Detenidos Desaparecidos (AFDD), Viviana Díaz. En este lugar fueron asesinados otros dirigentes comunistas, quienes integraron las direcciones clandestinas del PC de mayo y diciembre de 1976.
Entre ellos, Jorge Muñoz, el esposo de Gladys Marín; Fernando Ortiz, padre de Estela Ortiz; la directora de la Junji, y Waldo Pizarro, esposo de la fallecida dirigenta de la AFDD, Sola Sierra, y padre de su actual presidenta, Lorena Pizarro. Las declaraciones de los exagentes también coinciden con las señas de Reinalda Pereira.

## Medios de asesinato
Se usaron variadas formas de asesinato. Por ejemplo a Víctor Díaz López, los infantes de Marina Sergio Escalona Acuña y Bernardo Daza Navarro le amarraron una bolsa plástica en la cabeza para asfixiarlo, mientras una teniente de Ejército, Gladys Calderón Carreño, le inyectaba cianuro en las venas para acelerar su muerte.

### Sarín
Otros fueron asesinados por gas sarín. Un hecho que se ignoraba, puesto que las víctimas de esta macabra técnica de la DINA se contaban, hasta ahora, con los dedos de una mano. El mismo Michael Townley, responsable del laboratorio químico que el sindicato criminal de Contreras armó en 1976 en una casa de Lo Curro, estuvo en el cuartel de Simón Bolívar ensayando con sarín fabricado por el químico Eugenio Berríos; ahora se sabe, para también matar comunistas. Según confesó uno de los exagentes al juez Montiglio, un día tuvieron que sacar de ahí a Townley “porque resultó afectado por el gas”.
El testimonio de uno de los procesados reveló que a mediados de 1976 dos ciudadanos de origen peruano se encontraban detenidos en el cuartel Simón Bolívar, debido a las tensiones propias de la crisis diplomáticas con el país limítrofe, y que fueron utilizados como “conejillos de indias” por el químico Eugenio Berríos y el agente estadounidense Michael Townley que manejaban el agente tóxico. Nunca se supo el nombre o el destino de los dos peruanos.

### Tortura
Otros testimonios hablan asimismo de prisioneros asesinados a golpes o con refinadas formas de tortura. Las órdenes de exterminio emanaban directamente de Contreras, jefe operativo de la DINA, y eran transmitidas a Morales Salgado, entonces su leal subordinado y ahora uno de los que comenzó a aportar información del caso.

## Eliminación de los cadáveres

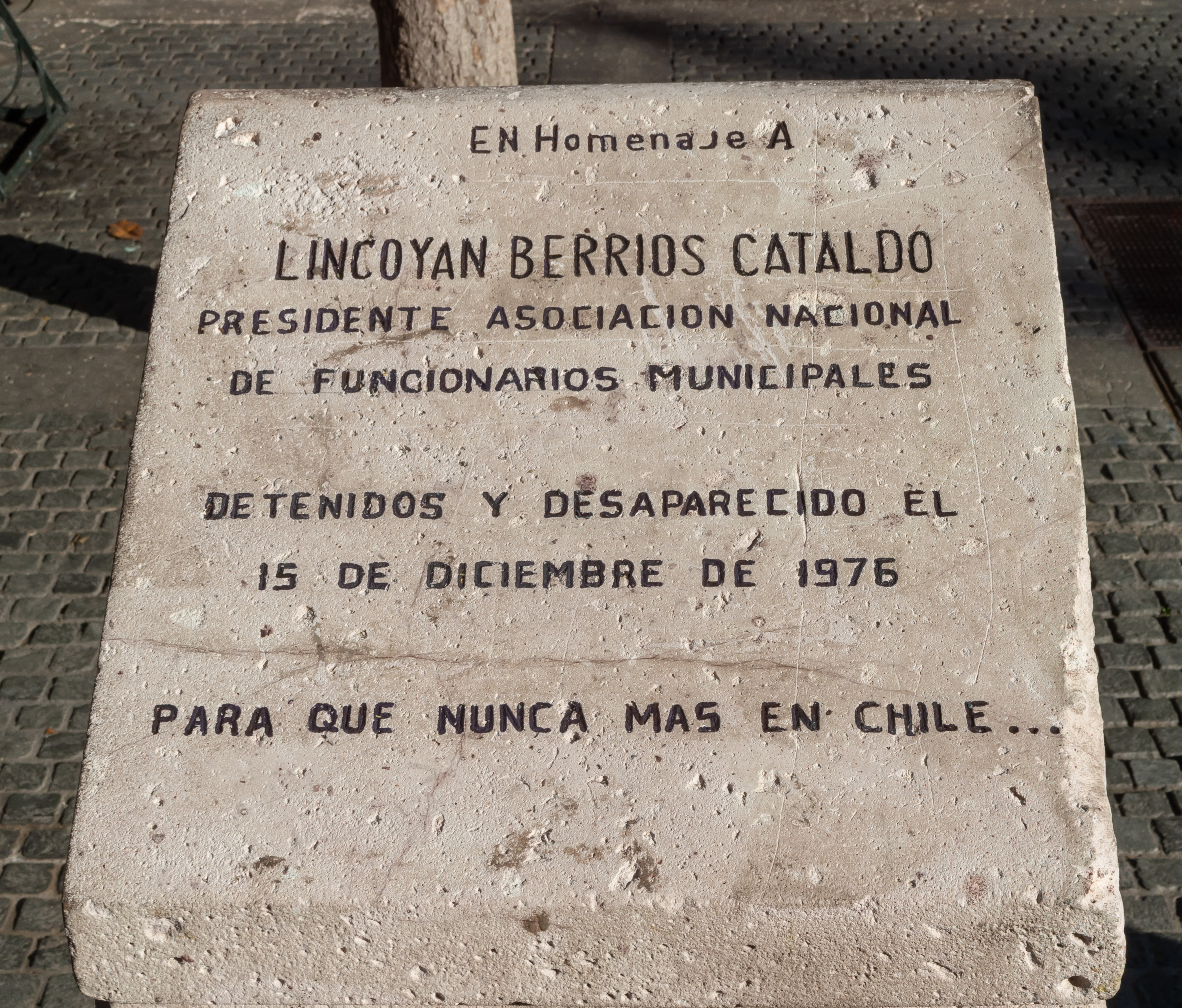
Homenaje a un sindicalista chileno detenido desaparecido.

Como toda operación planeada desde sus comienzos una parte importante es la eliminación de los cadáveres.
Después de que la auxiliar de enfermería Gladys Calderón se encargaba de inyectarles una dosis mortal de cianuro , quemaban los rostros y partes distintivas de los detenidos, se les quitaban las tapaduras de oro, se ensacaban para luego ser trasladados a las minas de cal de Lonquén o lanzados al mar.
Uno de los procesados es el excomandante del Comando de Aviación de Ejército (CAE) coronel (R) Carlos Mardones Díaz. La razón , es que los cargamentos con los cuerpos de los prisioneros asesinados que salieron del cuartel de Simón Bolívar tuvieron como su siguiente destino los helicópteros Puma del CAE, que solían operar desde el aeródromo de Tobalaba hasta los terrenos de campaña que el Ejército tenía en la zona de Peldehue, al norte de Santiago.
La “preparación” para este último viaje fue la misma que la DINA utilizó cada vez que hizo desaparecer los cadáveres. Los envolvieron con sacos paperos, les amarraron con alambre un trozo de riel al cuerpo, volvieron a ponerlos en sacos –que ataron con más alambre– y los transportaron en camionetas hasta el lugar donde esperaba el helicóptero. Estos despegaban con su carga macabra, enfilaban hacia la costa de la Región de Valparaíso y se internaban mar adentro para soltar su carga. Así desaparecieron Díaz y el resto de sus compañeros.
Otro de los procesados es el ex piloto brigadier (R) Antonio Palomo Contreras, uno de los que condujo los vuelos de la muerte. Palomo era el piloto preferido de Pinochet y por largo tiempo condujo el Puma destinado a su uso personal. El 15 de septiembre, Palomo recibió de Pinochet la misión de trasladar en helicóptero al general Carlos Prats hasta la frontera con Argentina, cuando el recién instalado dictador mandó a su antecesor al exilio, antes de ordenar su muerte. También piloteó el Puma de la Caravana de la Muerte, al igual que Luis Felipe Polanco, otro de los procesados.

## Conocimiento de Augusto Pinochet
De acuerdo con la investigación, estos crímenes fueron perpetrados con el conocimiento y la anuencia de Augusto Pinochet, quien habría decidido la suerte de las víctimas de Simón Bolívar, convertido en un cuartel altamente selectivo. Pinochet, señalan los testimonios, siempre estuvo interesado personalmente en el destino final de los líderes comunistas. Tanto así que, según relató el agente Ricardo Lawrence, visitó personalmente a Víctor Díaz cuando éste estuvo detenido en la Casa de Piedra en el Cajón del Maipo, antes de ser trasladado al cuartel de La Reina.

## Composición
El comando de exterminio estaba integrado por 36 personas , entre ellos infantes de Marina, agentes civiles de la Armada, la Fuerza Aérea y Carabineros –entre ellos varias mujeres–, oficiales y suboficiales del Ejército, y decenas de suboficiales de todas estas ramas.

### Ejército
- el exministro de Interior y miembro de la Junta Militar general César Benavides
- los brigadieres Miguel Krassnoff Marchenko, Carlos López Tapia y Antonio Palomo Contreras
- los coroneles Juan Morales Salgado y Carlos Mardones Díaz
- el teniente coronel Federico Chaigneau Sepúlveda
- el mayor Luis Felipe Polanco
- la teniente Gladys Calderón Carreño (Enfermera)
- los suboficiales Pedro Bitterlich Jaramillo, Manuel Obreque Henríquez, Eduardo Oyarce Riquelme, Orlando Torrejón Gatica, Elisa Magna Astudillo, Guillermo Ferrán Martínez, Jorge Escobar Fuentes, René Riveros Valderrama, Carlos Marcos Muñoz, Joyce Ahumada,[14] Víctor Álvarez Droguett, Hiro Álvarez Vega,Carlos Bermúdez Méndez y Jorge Pichunmán Curiqueo
- agente civil Eduardo Garea Guzmán.[15]

### Armada
- Los suboficiales (Infantería de Marina) Sergio Escalona Acuña y Bernardo Daza Navarro[16][17]
- los suboficiales Orlando Altamirano Sanhueza y Jorge Manríquez Manterota[17]
- exagentes Celinda Aspé Rojas, Teresa Navarro Navarro y Adriana Rivas González.[17]

### Fuerza Aérea
- los suboficiales Eduardo Cabezas Mardones,[18] Jorge Díaz Radulovich,[19] Eduardo Díaz Ramírez[20] y Jorge Arraigada Mora,
- exagente Ana Vilches Muñoz.

### Carabineros
- el teniente coronel Ricardo Lawrence Mires
- los suboficiales Heriberto Acevedo Acevedo, Gustavo Guerrero Aguilera, Claudio Pacheco Fernández, Jorge Sagardía Monje, José Sarmiento Sotelo, Emilio Troncoso Vivallos, Italia Vacarella Giglio, Héctor Valdevenito Araya y Orfa Saavedra Vásquez

## Versos para la Casa de exterminio
El 6 de abril de 2007, Danilo Pedreros Parra publicó los Versos para la Memoria de Simón Bolívar 8630

Recuperemos memoria

A paso firme y seguro

Sólo el que entiende su historia

No tiene miedo al futuro

Comienza un verso de rueda

En esta tarde de abril

Las voces y cantos mil

Se afinarán como puedan

Si los del medio se enredan

Los últimos no reirán

Más bien se concentrarán

En retomar el camino:

La rueda es rito divino

Y de todos el afán.

Vamos a armar una fiesta

Enorme y contradictoria:

El triunfo de la memoria

Sobre la historia funesta

De aquellos que con su gesta

De traición y metralla

Establecieron la raya

Que nos quebró el territorio

Sin juicio condenatorio

Por esos actos canallas.

La memoria no es rencor

Ni un ánimo de venganza

Es la serena templanza

Que nos entrega el amor

Cuando ha pasado el dolor

De pérdidas tan violentas

Sólo porque otro intenta

Dominar tu raciocinio

A punta de latrocinio

Sin la razón y a la fuerza.

Pusieron precio a la vida

En la moneda extranjera

De ese país de quimeras

Que roba y nunca convida

Entrenaron homicidas

Que en ese convoy sangriento

Le dieron final violento

Al que juraron cuidar

Ay, que triste un militar

Baleando su juramento.

De ello serán los fantasmas

La estela del fallecido

Sombra del que no se ha ido

Porque no descansa el alma:

“¿Acaso encuentras la calma

Arrodillado en la iglesia?

La oración como anestesia

Por los pecados augustos

Mejor sería que el susto

Te haga curar esa amnesia.”

La memoria no es la espalda

Negada hacia el porvenir

En realidad es fluir

Consciente de lo que cargas

La vida es menos amarga

Si es clara la identidad

Andando con la verdad

Como bandera y premisa

La lucha se hace precisa

Y gana en profundidad.

Venimos para crear

Dar vida a un lugar de muerte

Que d’estos muros inertes

Se acabe por levantar

Un sitio donde pensar

Ese futuro soñado

La rueda ya se ha formado

Alerta de un colectivo

Que sea el principio activo

Cuidar lo que hemos armado.

La memoria es un espejo

De lo que fuimos y somos

No pienses ni por asomo

Que será ejercicio añejo

Es el perfecto reflejo

De aquello que nos convoca

Nos cataliza y provoca

El hambre por defender

A quien no quiera vender

Las palabras de su boca.

 Danilo Pedreros Parra

## Actualidad
En una entrevista aparecida en La Nación, el 11 de julio de 2010 , el Coronel del Ejército de Chile, Juan Morales Salgado, jefe de la Brigada Lautaro acusa al ex segundo hombre de la DINA de traicionarlo, y a los jefes del Grupo Delfín de ser los culpables de los crímenes ocurridos en el Cuartel Simón Bolívar.

“Pedro Espinoza es un traidor”...... en los juicios por las violaciones de los derechos humanos, entre los ex DINA cada cual quiere salvar su propia piel y, por ello, “hay muchos” que están siendo desleales......
nunca maté con mis propias manos ni ordenó asesinar a alguien, 
agentes de mi brigada torturaron y mataron en el Cuartel Simón Bolívar, aliados con los integrantes del temible Grupo Delfín que comandaban el capitán de Ejército Germán Barriga y el teniente de Carabineros Ricardo Lawrence, ........
“Fue un error hacer desaparecer los cuerpos de los detenidos”......Me voy con un sentimiento de inocencia total. No tengo nada que ver en este caso. Me duele que me hayan involucrado en esto.
Coronel del Ejército de Chile, Juan Morales Salgado, jefe de la Brigada Lautaro

## Procesados
Entre los procesados por haber participado en la brigada Lautaro, así como en los crímenes del Caso Calle Conferencia y el cuartel de Simón Bolívar 8630, se encuentran el exmiembro de la Junta Militar, General César Benavides, los brigadieres Antonio Palomo Contreras, Miguel Krassnoff Marchenko y Carlos López Tapia, los coroneles Juan Morales Salgado y Carlos Mardones Díaz, el teniente coronel Federico Chaigneau Sepúlveda, el mayor Luis Felipe Polanco, la teniente Gladys Calderón Carreño, y los suboficiales Pedro Bitterlich Jaramillo, Manuel Obreque Henríquez, Eduardo Oyarce Riquelme, Orlando Torrejón Gatica, Elisa Magna Astudillo, Guillermo Ferrán Martínez, Jorge Escobar Fuentes, René Riveros Valderrama, Carlos Marcos Muñoz y Jorge Pichunman Curiqueo, así como el agente civil Eduardo Garea Guzmán, perteneciente al Ejército.
Además se encuentran los suboficiales Sergio Escalona Acuña, Bernardo Daza Navarro, Orlando Altamirano Sanhueza y Jorge Manríquez Manterota y las exagentes Celinda Aspé Rojas, Teresa Navarro Navarro, Berta Jiménez Escobar y Adriana Rivas González, pertenecientes a la Armada de Chile. Los suboficiales Eduardo Cabezas Mardones, Jorge Díaz Radulovich, Eduardo Díaz Ramírez y Jorge Arraigada Mora, y la exagente Ana Vilches Muñoz, de la Fuerza Aérea. De Carabineros, el teniente coronel Ricardo Lawrence Mires y los suboficiales Heriberto Acevedo Acevedo, Gustavo Guerrero Aguilera, Claudio Pacheco Fernández, Jorge Sagardía Monje, José Sarmiento Sotelo, Emilio Troncoso Vivallos, Italia Vacarella Giglio, Héctor Valdebenito Araya y Orfa Saavedra Vásquez.

## LibroLa danza de los cuervos
Las confesiones de Jorgelino Vergara al juez Víctor Montiglio facilitaron el procesamiento de 120 agentes de la DINA en 2007, el avance de varios casos de violaciones a los derechos humanos y ahora causan revuelo: primero como parte del documental de Marcela Said y Jean de Certeau, “El Mocito”, y luego como relato conductor del libro “La danza de los cuervos. El Destino final de los detenidos desaparecidos” (Ceibo Ediciones), del periodista Javier Rebolledo.
En 2012, Javier Rebolledo publicó La danza de los cuervos, un libro relatando las atrocidades cometidas en el Cuartel Simón Bolívar. Luego estrenó la película El Mocito en que se relatan las vivencias de un mozo que trabajó en el Cuartel Simón Bolívar. En él relatan las torturas y padecimientos de los secuestrados políticos y se hace mención en el uso de gas sarín para exterminar a los presos. Javier Rebolledo, autor de "La Danza de los Cuervos", profundizó en los episodios relatados por Jorgelino Vergara. El financiamiento de Ricardo Claro a la DINA, el fraude de la CNI en el Plebiscito de 1980 y la política de exterminio contra el PC son algunas de las revelaciones.

## Memorial
El lunes 4 de abril de 2016 se realizó la inauguración del Memorial del Cuartel Simón Bolívar, ubicado en Simón Bolívar con Calle Valenzuela Llanos, en la comuna de La Reina. Este centro de exterminio se conoció recientemente, gracias a una confesión de quien es conocido como “El Mocito”, y hoy es uno más de los llamados “sitios de memoria”. El memorial se ubica en la totalidad de la plaza que está al frente de la Academia de Guerra. Se trata de la obra del arquitecto Nicolás San Martín, que fue la creación ganadora de un concurso convocado para rendir un homenaje a las personas que pasaron por este centro de exterminio de la DINA durante la dictadura.
En la inauguración hizo uso de la palabra el Alcalde de la comuna, Raúl Donckaster quien resaltó la importancia de la memoria en la reconciliación de los chilenos.

“Nadie anda buscando representar los odios o que esto sea una permanente representación de pena, sino por el contrario, lo que queremos es que, reconociendo los errores gravísimos que se cometieron, estos no se vuelvan a cometer y que, desde estos lugares, haya un llamado a que quienes tienen responsabilidades en los hechos deleznables que ocurrieron, también tengan el castigo que nos permita a todos saber que situaciones de este tipo no pueden quedar impunes en nuestro país” 
 Alcalde Raúl Donckaster

|                                    |
| Nombres de víctimas en el Memorial |

|                                    |
| Nombres de víctimas en el Memorial |

|                                    |
| Nombres de víctimas en el Memorial |

|                                                     |
| Placa recordatoria Wladimir Alexei Jaccard Siegler. |

| |
| Plaza en la intersección de Avenida Simón Bolívar con Valenzuela Llanos, Comuna de la Reina donde se encuentra el Memorial |

| |
| Plaza en la intersección de Avenida Simón Bolívar con Valenzuela Llanos, Comuna de la Reina donde se encuentra el Memorial |

| |
| Plaza en la intersección de Avenida Simón Bolívar con Valenzuela Llanos, Comuna de la Reina donde se encuentra el Memorial |